# 兵士

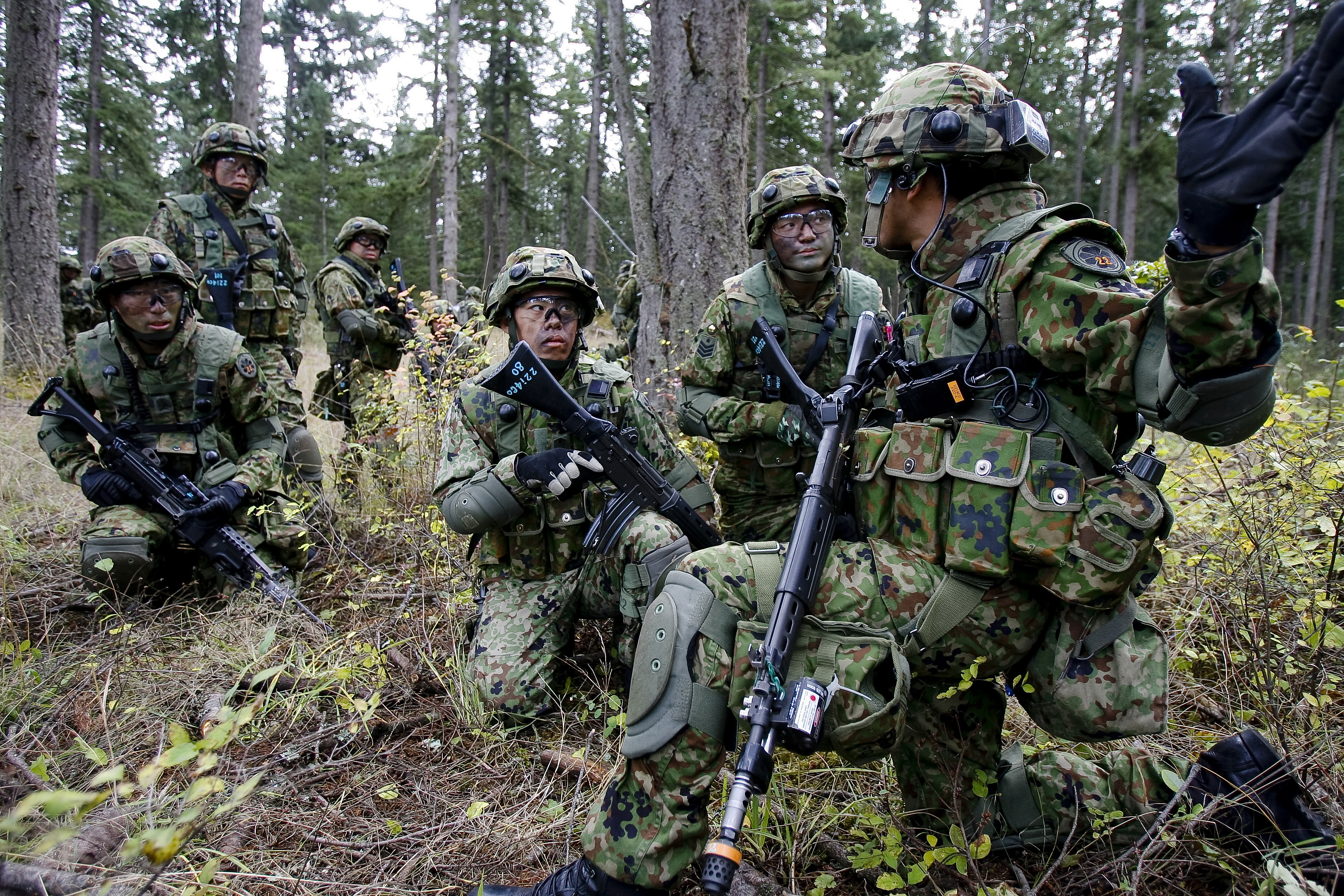
陸上自衛隊の自衛官。アメリカで行われた訓練にて

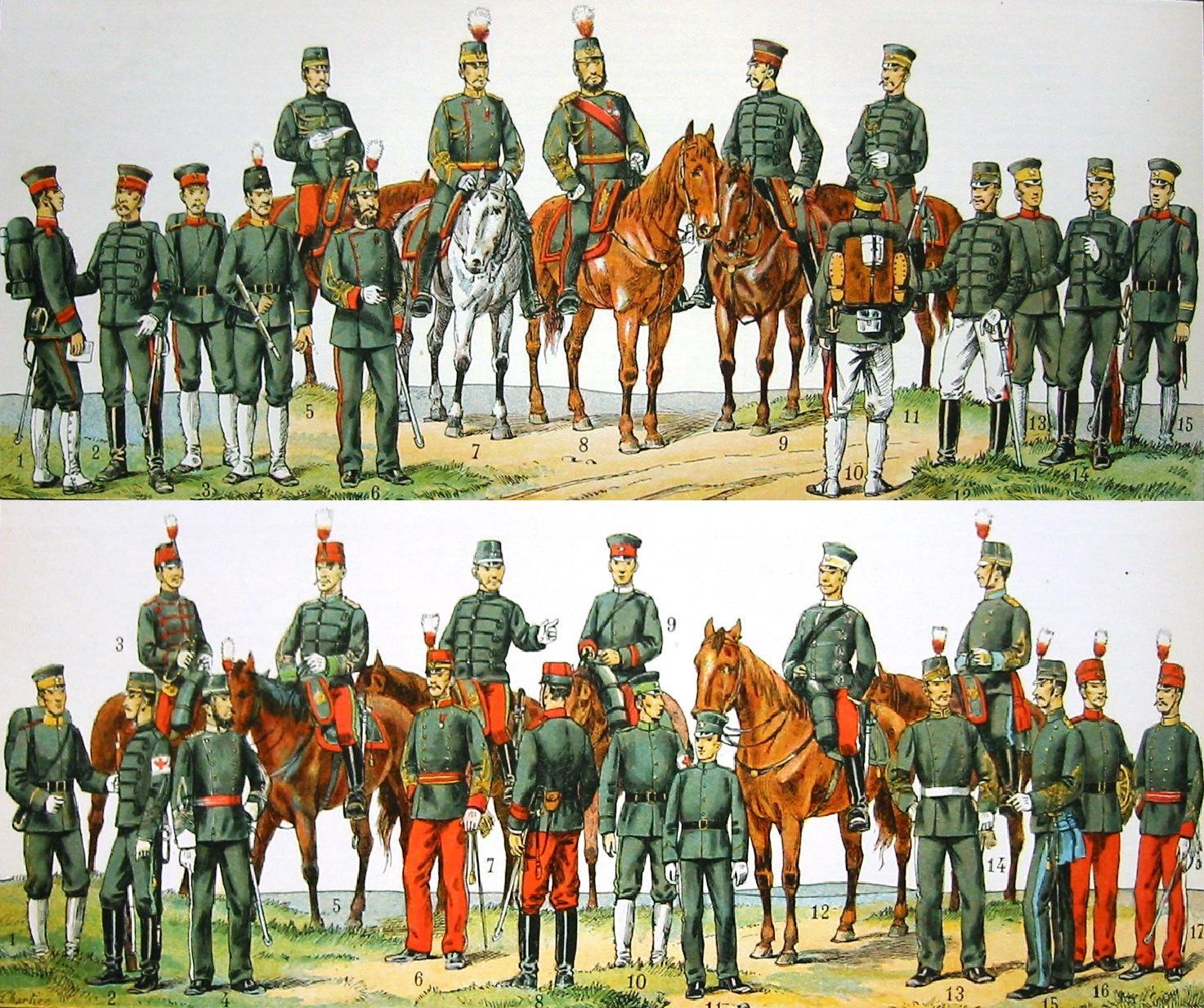
大日本帝国陸軍の将兵（1900年）

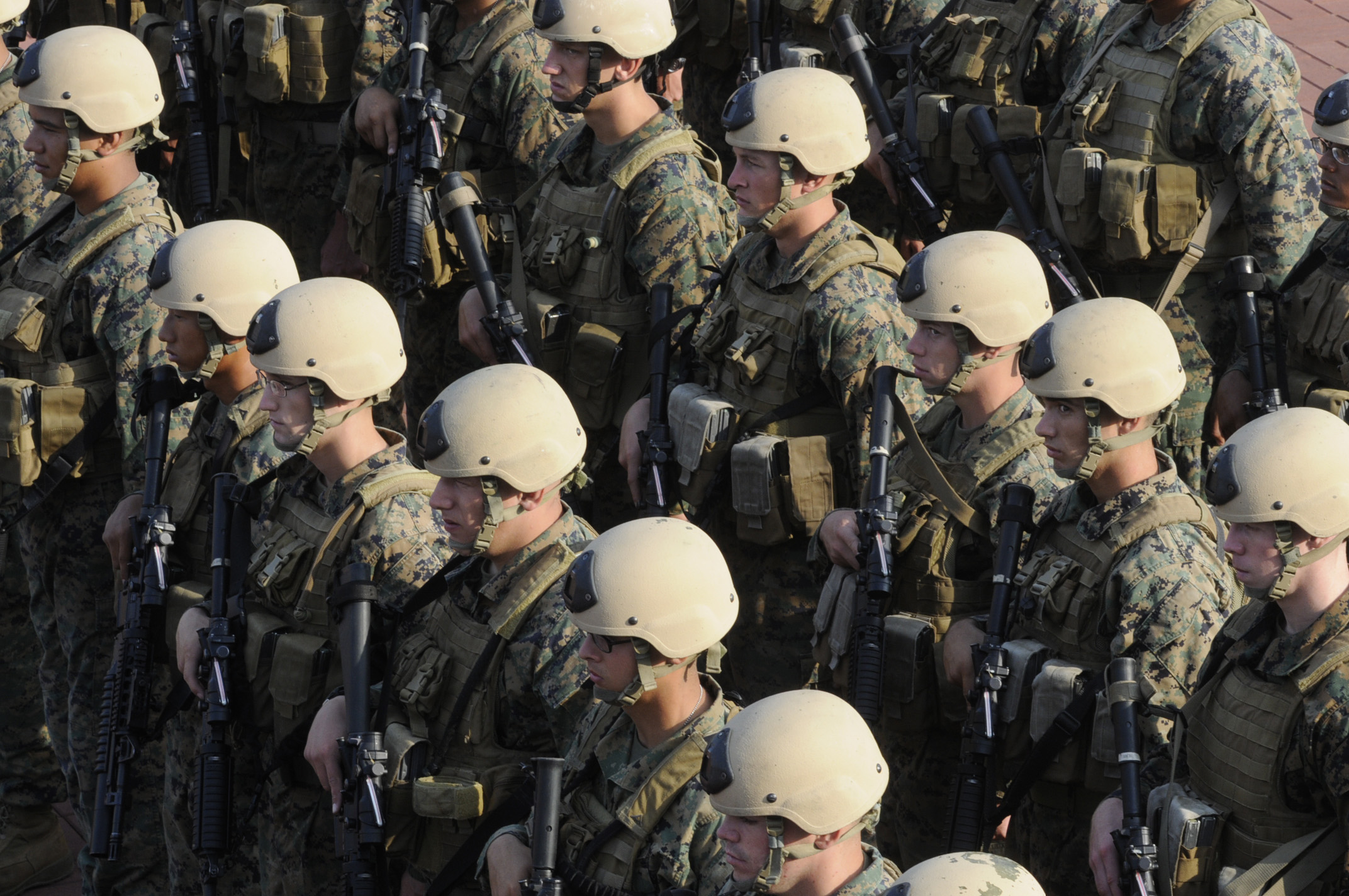
アメリカ海兵隊の兵士

兵士（へいし、soldier/enlisted）は、古代から現代まで国家の軍隊の軍人や、それに準ずる戦闘組織の構成員であり、将官や将校といった指揮官からの命令に従って任務をこなす。個人や部族社会の戦士とは異なり、公然と戦闘のために組織に属している場合に使われる。
日本の古代、律令制においては、中国の唐の兵制を参考に編成され、人員を年齢別に記載した戸籍である正丁から一定の割合で徴発された。兵士は軍団に所属し、有事の際の出兵や辺境防備のための防人、衛士として各地へ派遣された。792年（延暦11年）に一部を除いて原則的に廃止され、任務は健児に継承される。
日本語の兵士は現代軍隊における、上位の下士官、士官に対する言葉を指すことが多い。あるいは朝鮮人日本兵を指すときのように、軍人の総称として用いられることもあり、いずれにせよ制度的な用語ではない。士官と下士官を併せて将兵、将士と呼ぶことがある。
軍隊制度を採るキリスト教会の救世軍は、信徒を「兵士」と称している。
アメリカ軍において"Soldier"とは、一般的に陸軍兵士のことを指し、海軍は"Sailor"、海兵隊は"Marine"、空軍は"Airman"などと呼び分けられる。

## 兵士の分類
近代以降の兵士について大まかな分類を列挙する。

### 従軍の理由
- 国家の徴兵制や組織の強制徴募によって従軍する徴募兵。
- 自発的意思で募兵に応じる志願兵
- 正規の軍人としてではないものの、自発的意思で従軍する義勇兵。
- 民間人が銃を取って戦闘に加わる民兵。

### 年齢
少年兵、老兵など。特に幼い少年兵は正規の少年兵と区別するため、子ども兵士（チャイルドソルジャー）などとも呼ばれる。

### 軍歴
新兵、熟練兵、古参兵など。退役した兵士は単に退役軍人と呼ばれることが多いが、予備役についている兵士は予備役兵と呼ばれる。

### 兵種
歩兵、騎兵、砲兵、工兵、憲兵、水兵など、所属する部隊の種類によって大別される。

### 技能
衛生兵など特技を習得している兵士に専門の呼称が与えられることがある。

### 役割
斥候、狙撃兵、守備兵、警備兵など果たしている役割で呼ばれる場合の呼称。

## ソルジャーの語源
ソルジャー（英語：soldier）の語源は、古代ローマ時代には兵士の給与は広く利用されていた通貨であるソリドゥス金貨で支払われたため、「ソリドゥス金貨のために戦う者」を指すラテン語から来ている。また初期には当時は生活必需品だった塩（Sal）で支払われており、これが給与（英語：salary）の語源とされる。現物支給は効率が悪いため、後に支給される塩と同額の俸給がソリドゥス金貨で支払われるようになった。

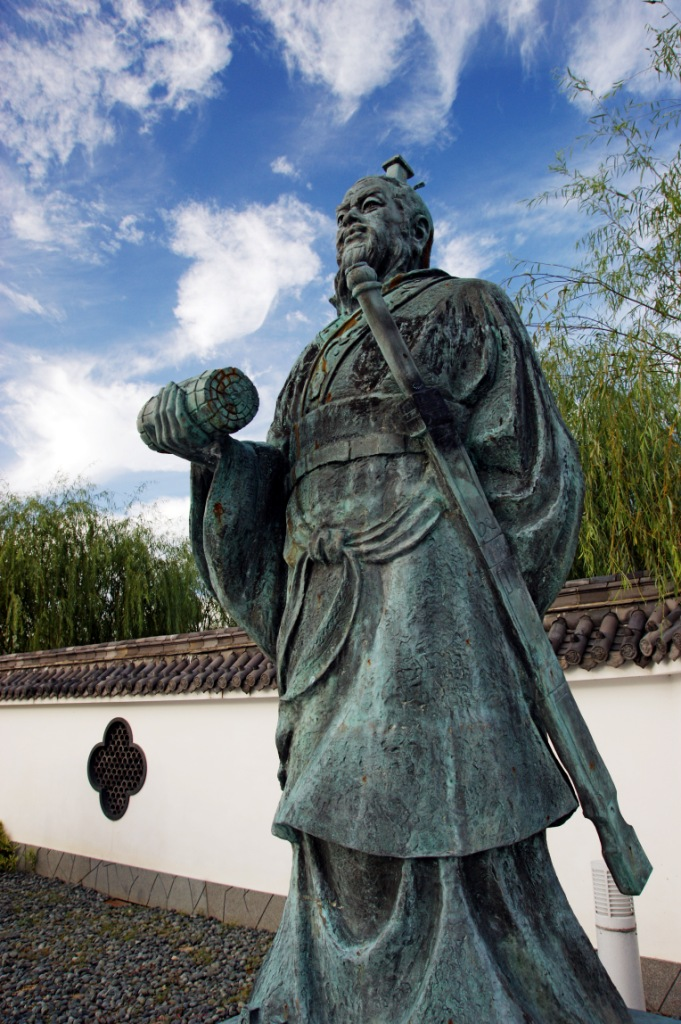
鳥取県湯梨浜町燕趙園の孫武（孫子）像